# 44.ª Cumbre del G7

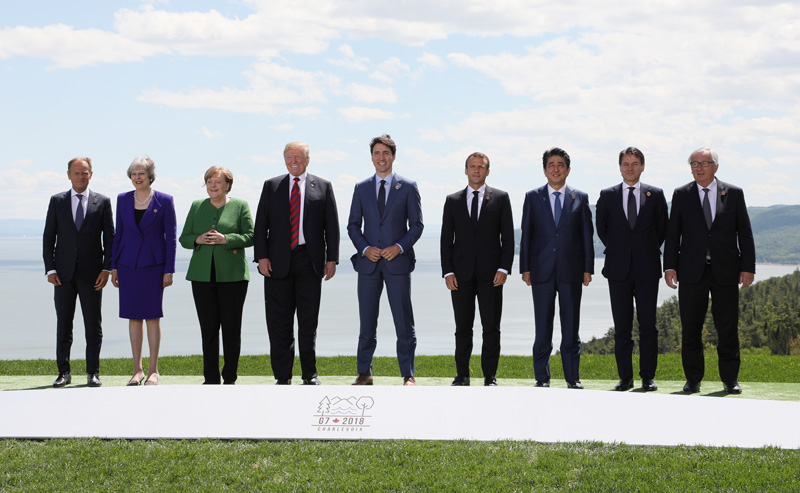
Fotografía de la familia G7.

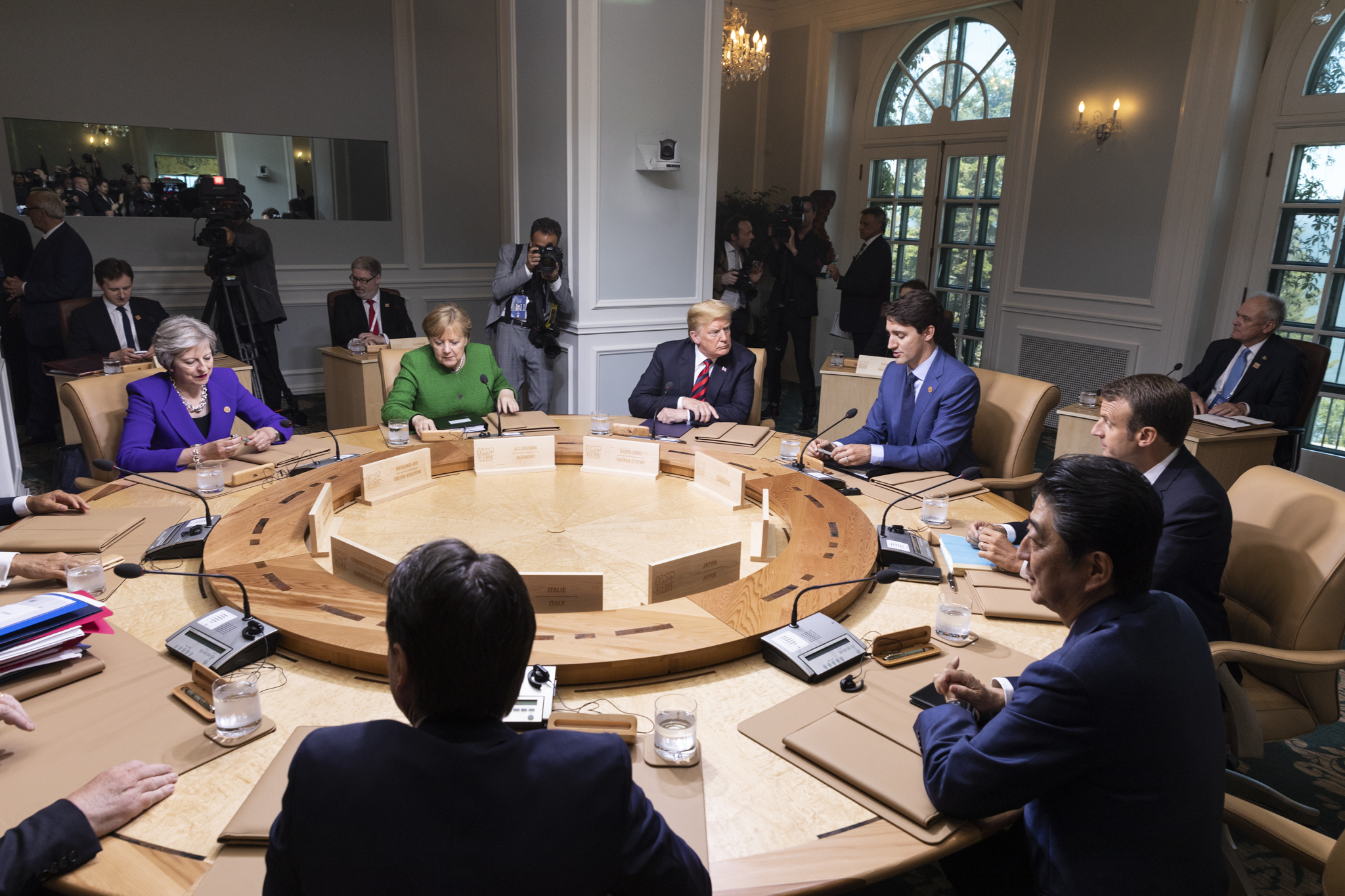
Sesión de trabajo G7.

La 44.ª Cumbre del G7 se celebró en 2018 en el Fairmont Le Manoir Richelieu, en La Malbaie, en la región de Charlevoix en Quebec (Canadá). En marzo de 2014, el G7 declaró que actualmente no es posible un debate significativo con Rusia en el contexto del G8.  Desde entonces, las reuniones han continuado dentro del proceso del G7. El 14 de abril de 2018, el primer ministro canadiense Justin Trudeau le hizo llegar al presidente de Argentina, Mauricio Macri, la invitación para que su país participe como observador de la cumbre del G7 en su condición de organizador de la cumbre G-20 de dicho año.

## Anfitrión
El Hotel Manoir Richelieu en La Malbaie, Quebec, Canadá fue elegido como el anfitrión de la cumbre del G7, en parte debido a su belleza natural y seguridad. Es la primera cumbre del G8 alojada por Quebec desde 1981. La Malbaie, una ciudad turística que recibió a presidentes estadounidenses, requirió $ 465 millones en preparativos, incluido un nuevo servicio de Internet de alta velocidad, nuevas torres de telefonía móvil y vallas de seguridad. Kelowna, Columbia Británica también se consideró como un anfitrión potencial.

## Temas y preparativos
Canadá tiene la intención de "mostrar sus prioridades nacionales e internacionales: fortalecer a la clase media, promover la igualdad de género, luchar contra el cambio climático y promover el respeto por la diversidad y la inclusión".
El 14 de diciembre, el Primer Ministro Trudeau anunció los temas para la Presidencia del G7 en Canadá en 2018.
1. Invertir en crecimiento que funcione para todos
2. Preparación para trabajos del futuro
3. Promover la igualdad de género y el empoderamiento de las mujeres
4. Trabajando juntos en cambio climático, océanos y energía limpia
5. Construyendo un mundo más pacífico y seguro

### Participantes
| Miembros del G-7 País Anfitrión y Líder son mostrados en negrita. |                |                     |                                   |
| Miembro                                                           | Miembro        | Representado por    | Título                            |
| Bandera de Alemania                                               | Alemania       | Angela Merkel       | Canciller de Alemania             |
| Bandera de Canadá                                                 | Canadá         | Justin Trudeau      | Primer Ministro                   |
| Bandera de Estados Unidos                                         | Estados Unidos | Donald Trump        | Presidente                        |
| Bandera de Francia                                                | Francia        | Emmanuel Macron     | Presidente de la República        |
| Bandera de Italia                                                 | Italia         | Giuseppe Conte      | Primer Ministro                   |
| Bandera de Japón                                                  | Japón          | Shinzō Abe          | Primer Ministro                   |
| Bandera del Reino Unido                                           | Reino Unido    | Theresa May         | Primer Ministro                   |
| Bandera de Unión Europea                                          | Unión Europea  | Jean-Claude Juncker | Presidente de la Comisión Europea |
| Bandera de Unión Europea                                          | Unión Europea  | Donald Tusk         | Presidente del Consejo Europeo    |

## Líderes participantes

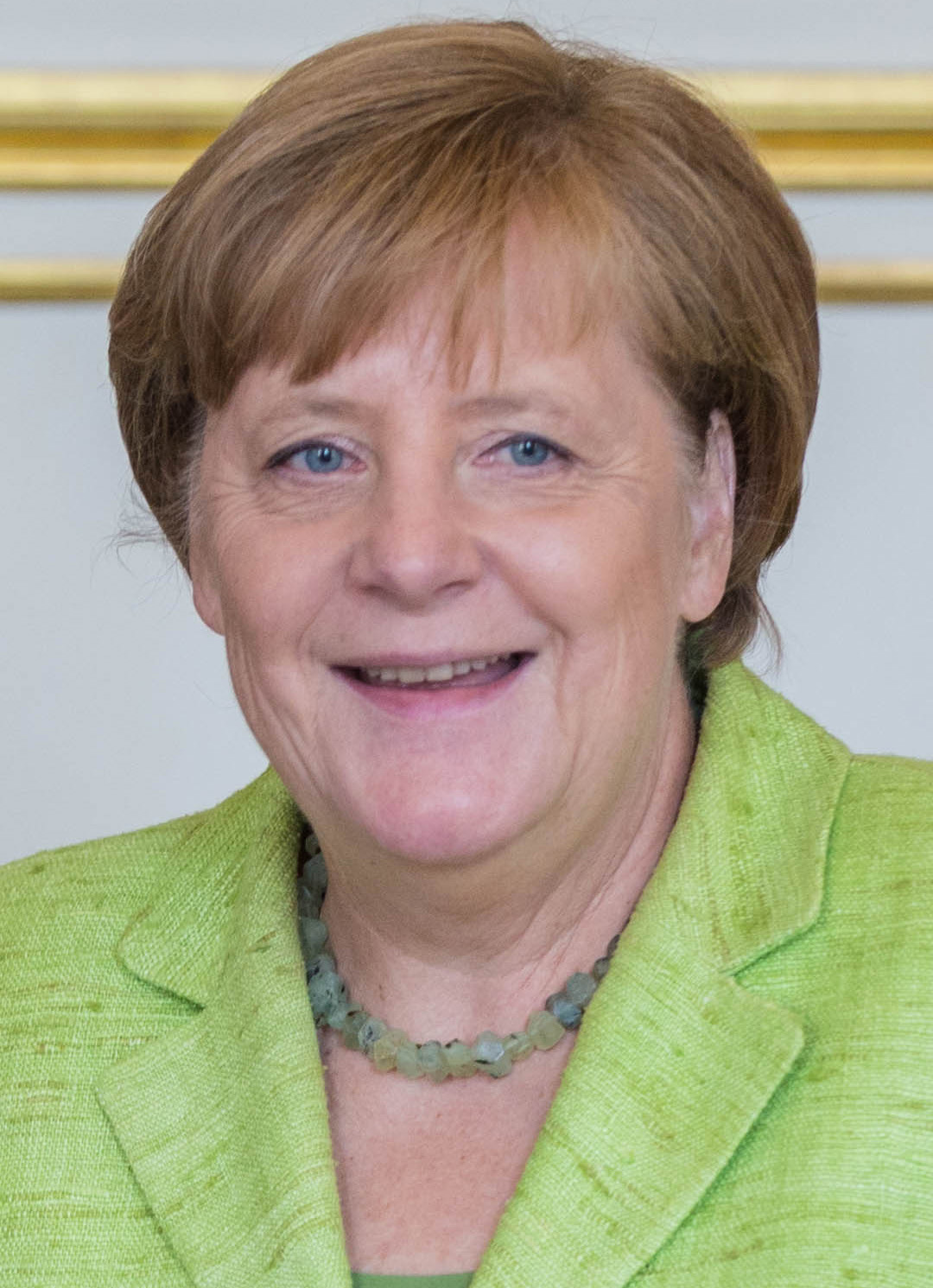
Alemania Angela Merkel, canciller federal
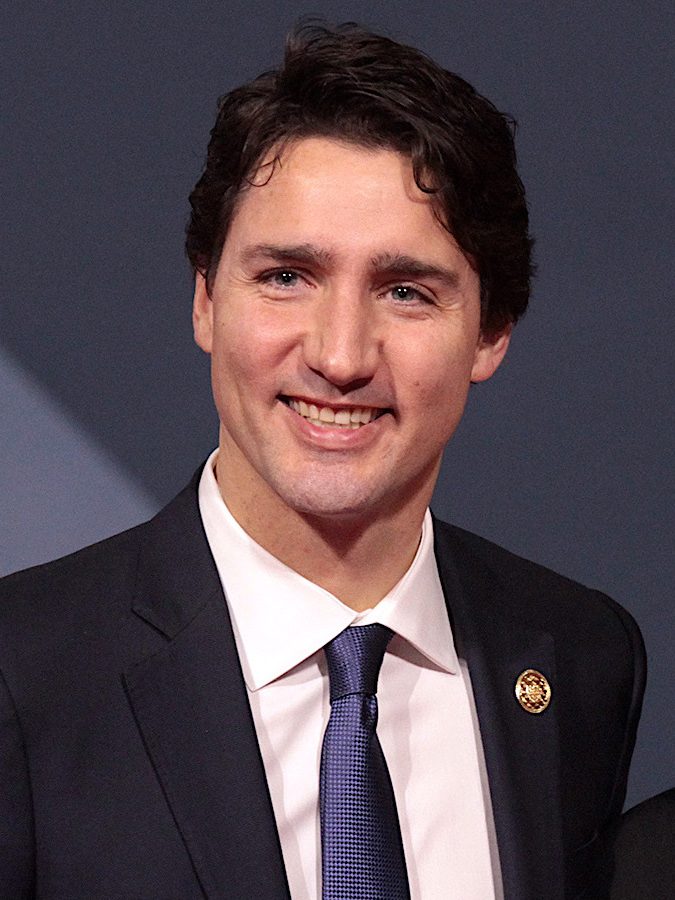
Canadá Justin Trudeau, primer ministro (anfitrión)
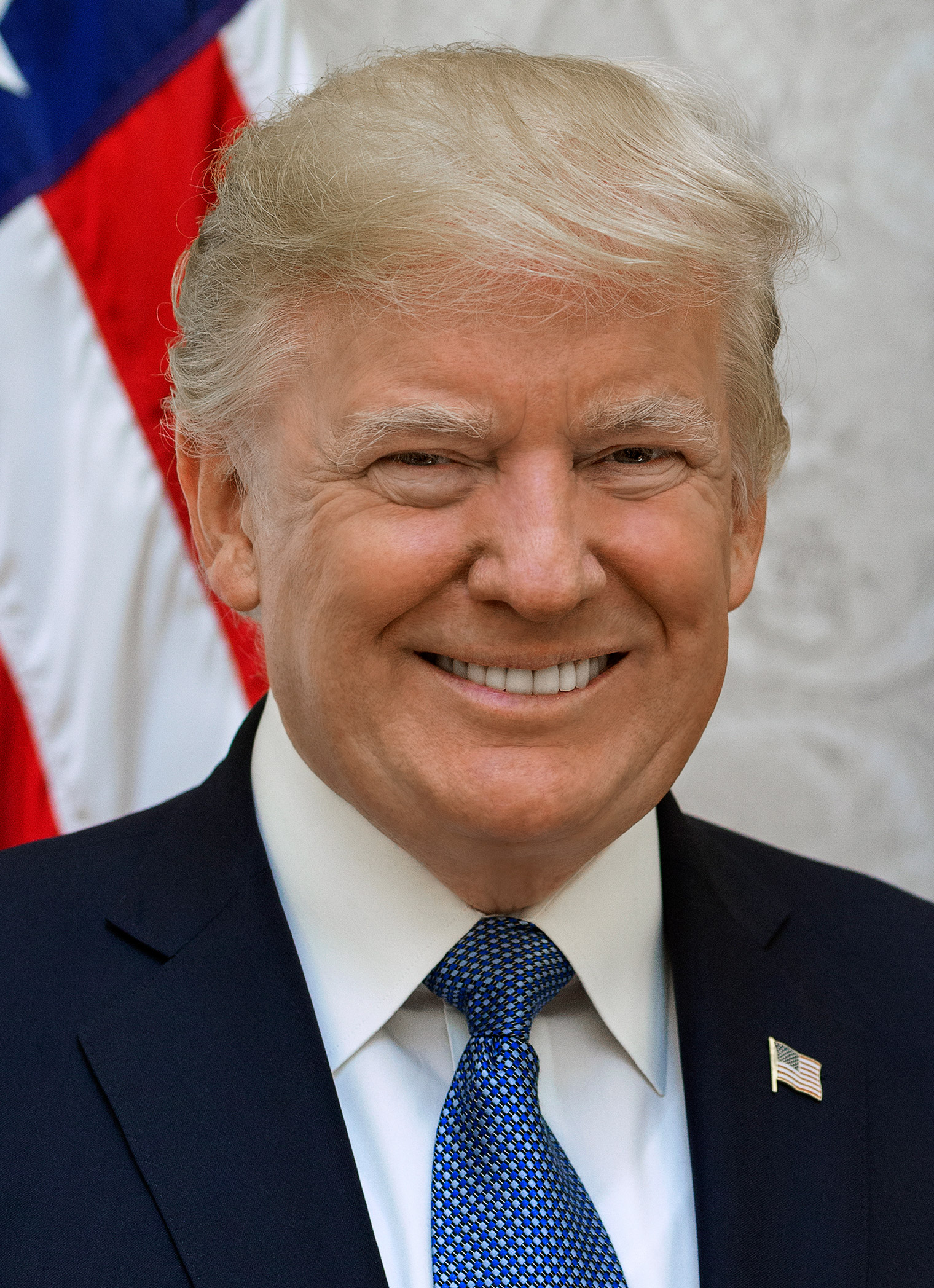
Estados Unidos Donald Trump, presidente
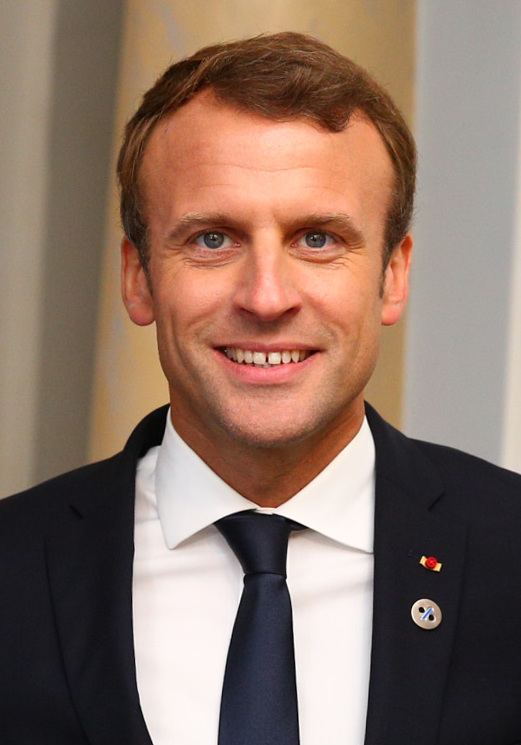
Francia Emmanuel Macron, presidente de la República
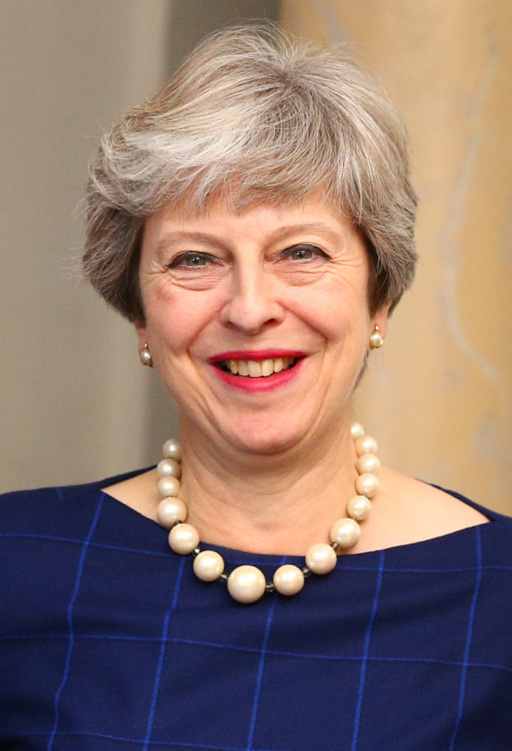
Reino Unido Theresa May, Primer ministro del Reino Unido
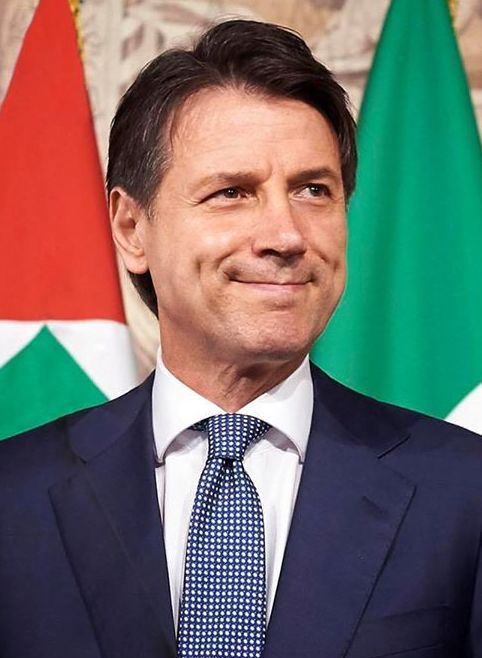
Italia Giuseppe Conte, primer ministro
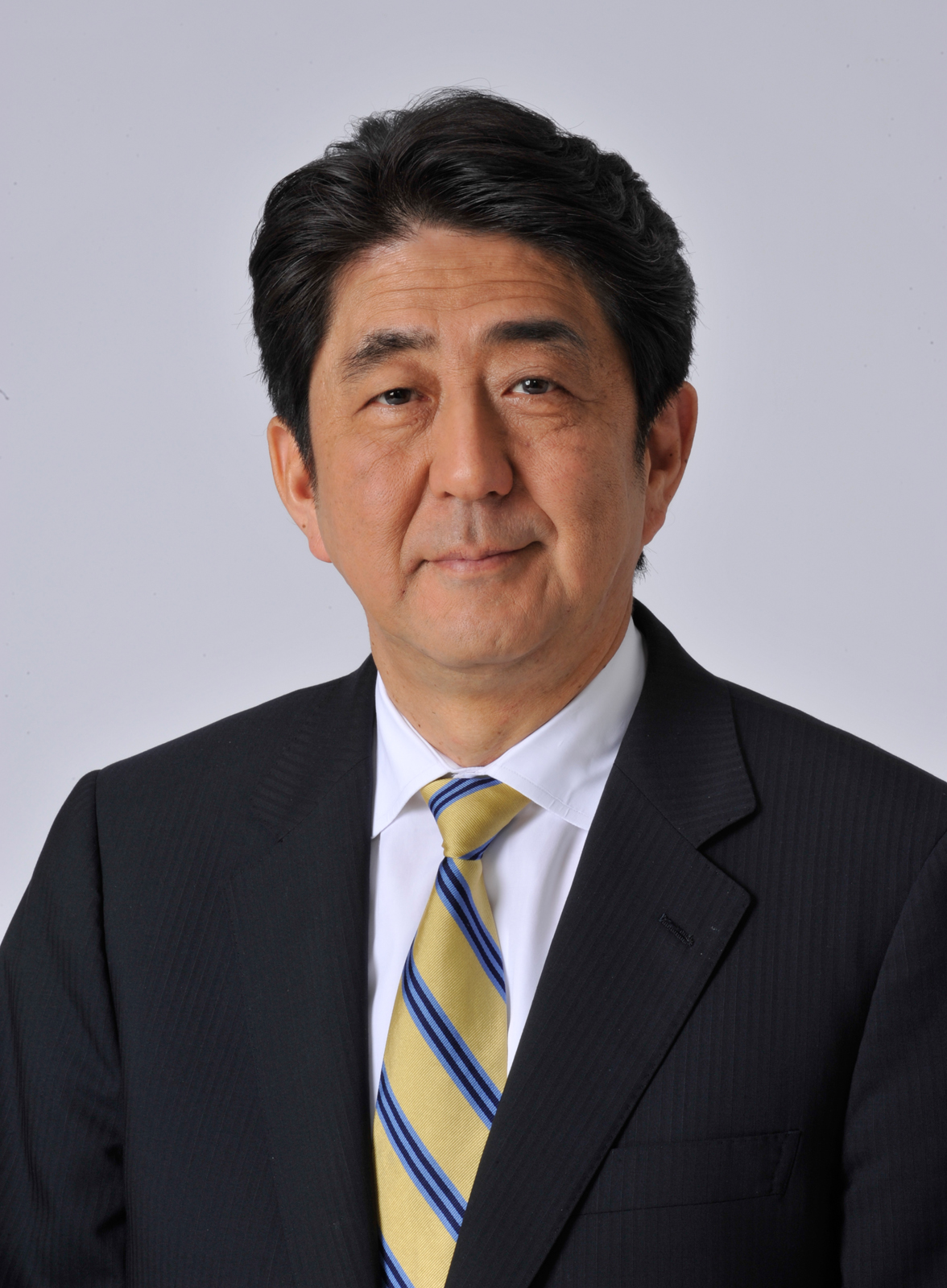
Japón Shinzo Abe, primer ministro
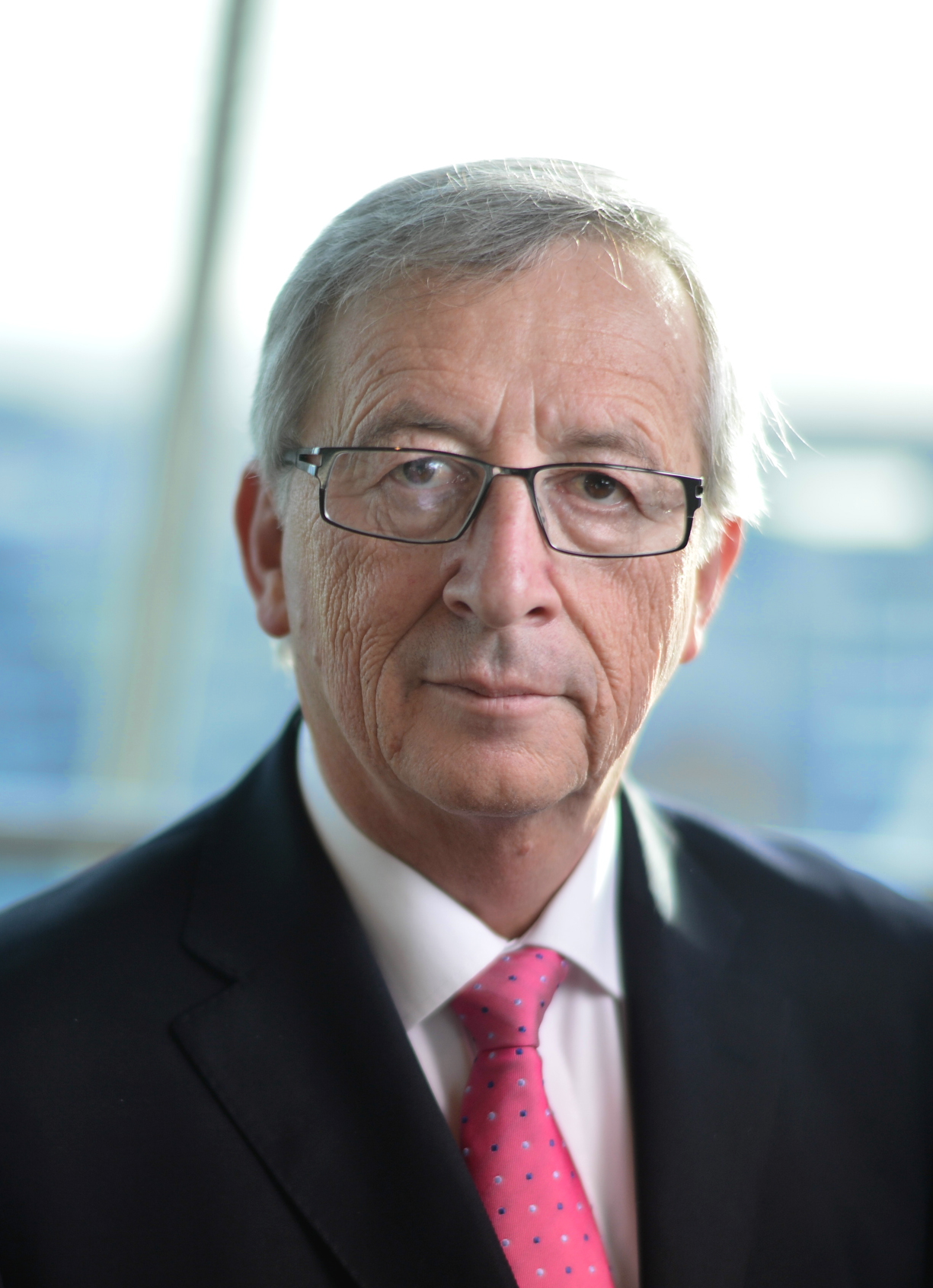
Unión Europea Jean-Claude Juncker, presidente de la Comisión Europea
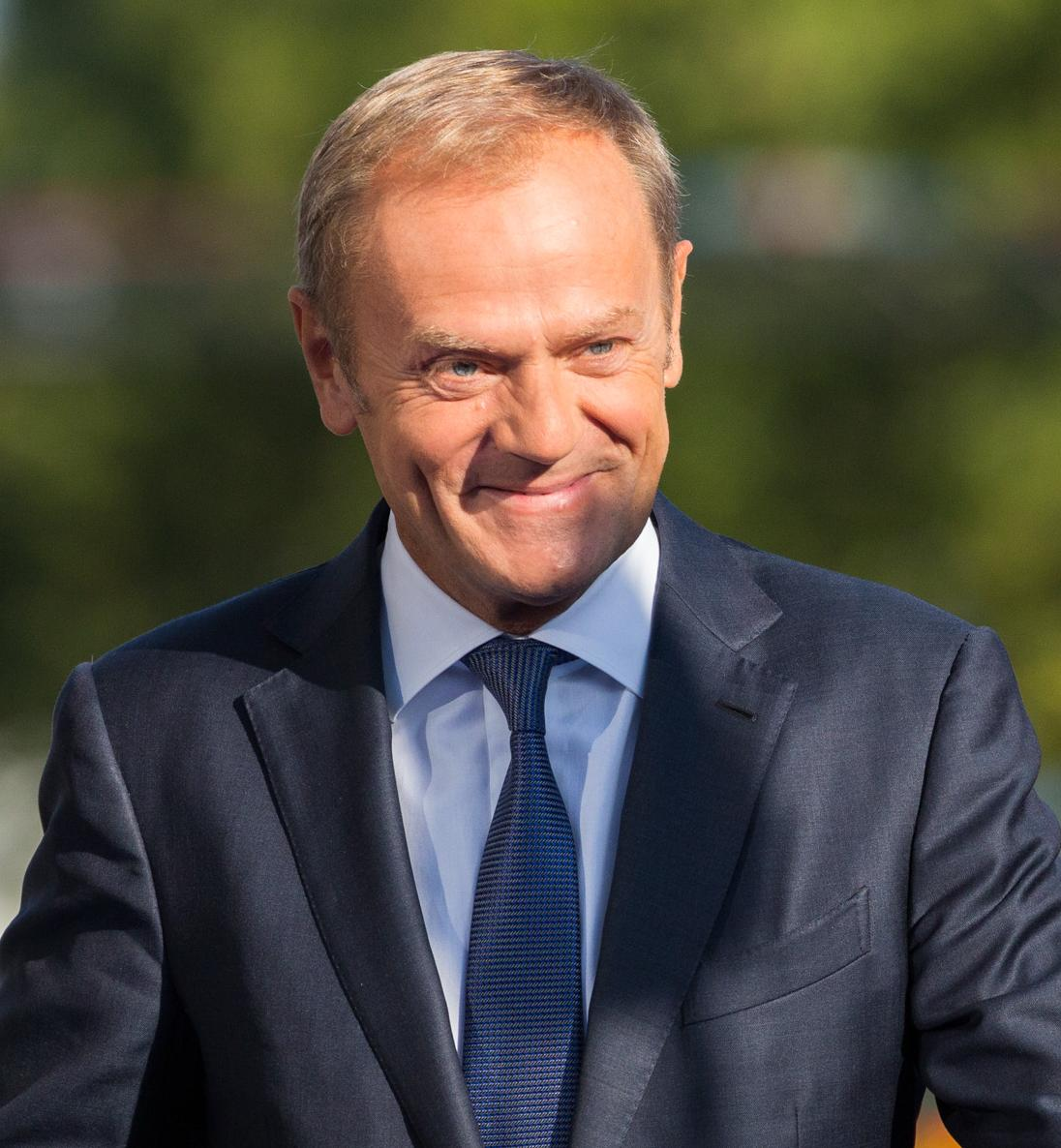
Unión Europea Donald Tusk, presidente del Consejo Europeo

## Programa de Líderes del G7

### Viernes, 8 de junio de 2018
| 11:45 - 12:15 Bienvenida oficial de los líderes del G7 - Ubicación: Terrasse St-Laurent, Le Manoir Richelieu - Participantes: líderes y cónyuges - Medios: oportunidad de foto 12:30 a 14:00 G7 almuerzo de trabajo - Tema: crecimiento económico que funciona para todos - Ubicación: Le Point Cardinal, casa club de golf, Le Manoir Richelieu - Participantes: líderes y sherpas - Medios: cerrado 14:00 a 14:30 Fotografía de la familia G7 - Ubicación: Casa club de golf, Le Manoir Richelieu - Participantes: líderes - Medios: oportunidad de foto | 15:00 a 16:30 Sesión de trabajo G7 - Tema: Crecimiento económico y futuro del trabajo - Ubicación: Sala Summit G7, Le Manoir Richelieu - Participantes: líderes y sherpas - Medios: oportunidad de foto 18:30 a 20:00 Cena de trabajo G7 - Tema: Un mundo más pacífico y seguro - Ubicación: Black Bear Chalet, La Malbaie - Participantes: líderes - Medios: cerrado 21:00 a 22:00 Evento cultural G7 - Ubicación: L'Ovale, Le Manoir Richelieu - Participantes: líderes y cónyuges - Medios: cerrado |

### Sábado, 9 de junio de 2018
| 08:00 a 09:00 Desayuno del Consejo Asesor G7 e Igualdad de Género - Ubicación: Sala de reuniones G7 Outreach, Le Manoir Richelieu - Participantes: líderes, sherpas y miembros del consejo - Medios: oportunidad de foto 09:00 a 09:30 G7 firma del rollo - Ubicación: Vestíbulo principal Le Manoir Richelieu - Participantes: líderes - Medios: oportunidad de foto 09:30 a 10:30 Sesión de trabajo G7 - Tema: Igualdad de género y empoderamiento de la mujer - Ubicación: Sala Summit G7, Le Manoir Richelieu - Participantes: líderes y sherpas - Medios: oportunidad de foto 10:45 - 11:45 Sesión de trabajo G7 - Tema: Cambio climático y energía limpia - Ubicación: Sala Summit G7, Le Manoir Richelieu - Participantes: líderes y sherpas - Medios: cerrado 11:45 - 12:15 Bienvenida oficial de los líderes de extensión - Ubicación: Terrasse St-Laurent, Le Manoir Richelieu - Participantes: primer ministro de Canadá y líderes de extensión - Medios: oportunidad de foto | 12:15 a 13:15 G7 y sesión de trabajo de divulgación - Tema: Océanos - Ubicación: Sala de reuniones G7 Outreach, Le Manoir Richelieu - Participantes: G7 y líderes de extensión, y sherpas - Medios: oportunidad de foto 13:15 a 13:45 G7 y fotografía familiar de alcance - Lugar: Teatro de prensa, Le Manoir Richelieu - Participantes: G7 y líderes de extensión - Medios: oportunidad de foto 13:45 - 15:15 G7 y almuerzo de trabajo de divulgación - Tema: Océanos - Ubicación: Sala de reuniones G7 Outreach, Le Manoir Richelieu - Participantes: G7 y líderes de extensión, y sherpas - Medios: cerrado 16:00 a 17:00 Conferencia de prensa de la presidencia - Lugar:Teatro de prensa, Le Manoir Richelieu - Participante: Primer Ministro de Canadá - Medios: cobertura abierta |

## Calendarios de eventos
| Fecha                            | Ciudad   | Cumbre                                       |
| -------------------------------- | -------- | -------------------------------------------- |
| 27 al 28 de marzo de 2018        | Montreal | Ministros de Empleo e Innovación del G7      |
| 22 al 23 de abril de 2018        | Toronto  | Ministros de Asuntos Exteriores del G7       |
| 23 al 24 de abril de 2018        | Toronto  | Ministros de Seguridad del G7                |
| 31 de mayo al 2 de junio de 2018 | Whistler | Ministros de Finanzas y Desarrollo del G7    |
| Octubre de 2018                  | TBD      | Ministros de Medio Ambiente y Energía del G7 |